# Rajd Elmot 1984
Rajd Elmot 1984 – 13. edycja Rajdu Elmot. Był to rajd samochodowy rozgrywany od 27 do 29 kwietnia 1984 roku. Była to pierwsza runda Rajdowych Samochodowych Mistrzostw Polski w roku 1984. Rajd składał się z szesnastu odcinków specjalnych. Został rozegrany na nawierzchni asfaltowej. Zwycięzcą został Marian Bublewicz.

## Wyniki końcowe rajdu[1][2]
| Miejsce | Kierowca           | Pilot               | Samochód               | Czas    | Strata | Grupa Klasa |
| ------- | ------------------ | ------------------- | ---------------------- | ------- | ------ | ----------- |
| 1       | Marian Bublewicz   | Ryszard Żyszkowski  | FSO Polonez 2000 Turbo | 2:03:08 | -      | B+1600      |
| 2       | Andrzej Koper      | Jacek Lewandowski   | Renault 5 Alpine       | 2:03:46 | +0:38  | B-1600      |
| 3       | Wiktor Polak       | Małgorzata Bajorska | Talbot Sunbeam TI      | 2:07:23 | +4:15  | A+1300      |
| 4       | Andrzej Bagiński   | Wojciech Rutkiewicz | Renault 5 Alpine       | 2:14:51 | +11:43 | B-1600      |
| 5       | Paweł Przybylski   | Jan Matłacz         | FSO 1600 A             | 2:14:55 | +11:47 | A-FSO       |
| 6       | Mirosław Krachulec | Marek Kusiak        | Ford Escort RS 2000    | 2:15:21 | +12:13 | B+1600      |
| 7       | Jerzy Poznański    | Andrzej Wojnar      | Lada 1600 MTX          | 2:17:43 | +14:35 | B-1600      |
| 8       | Marek Sadowski     | Tadeusz Kołczyński  | FSO 1600 A             | 2:17:58 | +14:50 | A-FSO       |
| 9       | Tadeusz Buksowicz  | Jacek Lisicki       | FSO Polonez 1600       | 2:18:12 | +15:04 | A-FSO       |
| 10      | Ryszard Adamek     | Jerzy Stopa         | FSO 1600 A             | 2:18:13 | +15:05 | A-FSO       |